# Delchi
Delchi è un marchio italiano di apparecchi per la climatizzazione.

## Storia

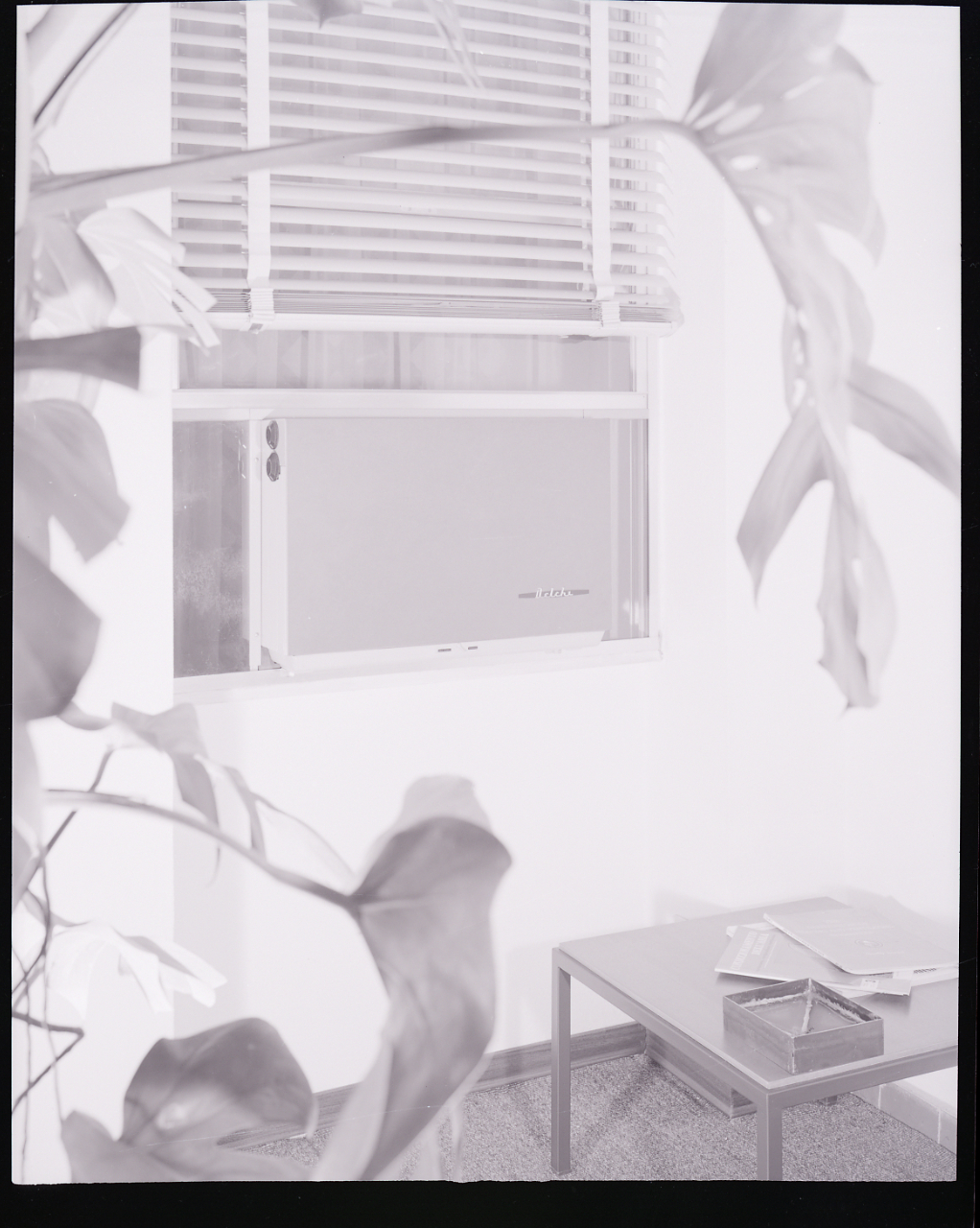
Climatizzatore Delchi in una foto di Paolo Monti, Milano 1965.

Fu fondata nel 1908 a Milano dagli ing. Appio Chieregatti e Aurelio Donesana come SA Dell'Orto, e subito si specializzò in apparecchi per la ventilazione e la climatizzazione. Successivamente andò specializzandosi anche nella produzione di stufe.
Nel 1939 produsse il primo sistema di aria condizionata. Al termine del secondo conflitto mondiale, in cui la fabbrica di Milano uscì distrutta dai bombardamenti, nel 1945 la produzione fu spostata in Brianza, a Villasanta. Nel 1952 divenne sussidiaria della statunitense White-Westinghouse.
Nel 1966 l'impresa mutò denominazione in Delchi S.p.A., in cui il termine Delchi indicò la contrazione dei cognomi Dell'Orto e Chieregatti. Delchi si espanse ai mercati esteri, e tra gli anni settanta e i primi anni ottanta fu il primo produttore europeo di climatizzatori.
Passata nel 1976 alla El.Fi. dei fratelli Luigi e Gianfranco Nocivelli, questi la cedettero poi nel 1983 alla statunitense Carrier Corporation, della quale è entrata a far parte.